# Philippe de Lénoncourt
Philippe de Lénoncourt (Lenoncourt, 1527 – Roma, 13 dicembre 1592) è stato un cardinale e vescovo cattolico francese.

## Biografia
Nacque a Lenoncourt nel 1527.
Dal 1550 al 1556 resse la diocesi di Châlons, succedendo allo zio Robert, e dal 1560 al 1562 la diocesi di Auxerre.
Venne elevato al rango cardinalizio da papa Sisto V nel concistoro del 16 novembre 1586.
Morì a Roma il 13 dicembre 1592 e la sua salma venne traslata nella cattedrale di Reims.

## Conclavi
La presenza di Philippe de Lénoncourt ai conclavi svoltisi durante il periodo del suo cardinalato è incerta:
- conclave del settembre 1590, che elesse papa Urbano VII
- conclave dell'ottobre-dicembre 1590, che elesse papa Gregorio XIV
- conclave del 1591, che elesse papa Innocenzo IX
- conclave del 1592, che elesse papa Clemente VIII